# آرتاشس گیوداکیان
آرتاشس مکرتچی گیوداکیان (ارمنی: Արտյուշա (Արտաշես) Մկրտչի Գյոդակյան؛ انگلیسی: Artashes Gedikyan؛ ۱۸ مهٔ ۱۹۳۴ – ۱ آوریل ۱۹۹۵) یک بازیگر اهل ارمنستان بود. وی بین سال‌های ۱۹۷۴ تا ۱۹۹۲ میلادی فعالیت می‌کرد.

## زندگی‌نامه
وی برندهٔ جوایزی همچون هنرمند شایسته ارمنستان شوروی شده است.

## گزیده فیلمشناسی
از فیلم‌ها یا برنامه‌های تلویزیونی که وی در آن نقش داشته است می‌توان به ناهاپت (۱۹۷۷)، رفیق پانجونی (۱۹۹۳)، ستاره امید (۱۹۷۸)، یک تکه از آسمان (۱۹۸۰)، آرئویک (۱۹۷۸)، تانگوی کودکی ما (۱۹۸۴) اشاره کرد.